# Glambecksee (Krackow)
Der Glambecksee ist ein See bei Kyritz im Landkreis Vorpommern-Greifswald in Mecklenburg-Vorpommern.
Das etwa vier Hektar große Gewässer befindet sich im Gemeindegebiet von Krackow, 700 Meter südlich vom Ortszentrum in Kyritz entfernt. Der See hat keine natürlichen Ab- oder Zuflüsse. Die maximale Ausdehnung des Glambecksees beträgt etwa 375 mal 200 Meter. Der See ist zudem als ein Angelgewässer ausgeschrieben und beherbergt Rotauge, Brachse, Hecht, Rotfeder, Schleie, Aal und Karpfen.